# Харолд Мур
Харолд „Хал“ Грегъри Мур — младши (на английски: Harold Gregory Moore Jr.) е офицер от Армията на САЩ, генерал-лейтенант, участник във Войната в Корея и Войната във Виетнам, където се отличава в първото сражение между американската и северновиетнамската армии, при долината Иа Дранг.

## Биография и военна кариера
Харолд Мур (по-известен като Хал Мур) е роден в град Бардстаун, щат Кентъки. Завършва училище във Вашингтон, след което две години учи в университета Джордж Вашингтон. През 1942 година постъпва на военна служба. Завършва военната академия Уест Пойнт през 1945 година.
Взима участие в Корейската война, като командир на рота. Когато през 1965 година е преструктурирана 1-ва кавалерийска дивизия, подполковник Мур става командир на батальон (1-ви батальон от 7-и кавалерийски полк в състава на 3-та бригадна дивизия). Батальона, който командва Мур се отличава в едно от най-знаменитите сражения във Виетнамската война - Битката при долината Иа Дранг.
В периода 14—16 ноември 1965 година, войскови съединения под негово командване, участват в акция срещу северновиетнамска армия в района Ио Дранг. Разположени в отбрана, в зона за кацане наречена с кодовото име „X-Ray“, Мур се изправя срещу многочислено превъзхождащи го части, като в моменти частите му са на границата на пълното унищожение, което обаче не се случва. В хода на сражението Мур демонстрира великолепни военно-тактически умения, потвърдени след битката и от неговите началници, които го назначават за командир на 3-та бригада на въздушната кавалерия.
На този пост той участва в няколко крупни операции, в това число операция „Masher“, в която също има тежки, ожесточени сражения, неотстъпващи на тези при Ио Дранг.
За своето участие във Виетнамската война Мур е удостоен с втората по значимост военна награда на Армията на САЩ – „Кръст за бележита служба“. Напуска армията през 1977 година със звание генерал-лейтенант.

### „Бяхме войници....“
През 1992 година Мур в съавторство с журналиста Джоузеф Галоуей написва книгата „Бяхме войници… и бяхме млади“, посветена на сражението в долината Иа Дранг. Въз основа на тази книга, през 2002 година е създаден игралният филм „Бяхме войници“, в който ролята на полковник Хал Мур се въплъщава актьорът Мел Гибсън.

### Семейство
Харолд Мур и неговата съпруга Джулия Мур (поч. през 2004 година) имат пет деца.